# Chanteurs masqués
 (février 2025).
Chanteurs masqués est une émission de télévision québécoise de compétition de chant basée sur l'émission sud-coréenne King of Mask Singer. L'émission est diffusée à partir du dimanche 19 septembre 2021 à 18 h 30 (HNE/HAE) sur le réseau TVA. Le spectacle présente des célébrités chantant des chansons tout en portant des costumes de la tête aux pieds et des masques cachant leur identité. Des « détectives » doivent deviner l'identité des célébrités en interprétant les indices qui leur sont fournis tout au long de la saison.

## Production
En février 2021, il est annoncé que Québecor Média a acquis les droits de diffusion et de production du format The Masked Singer au Québec. La diffusion de l'émission est confirmée sur le réseau TVA de la société de production de Québecor, Groupe TVA en septembre 2021, après le tournage terminé en août 2021.

## Animateur et panélistes
Pour la saison 1, l'acteur Guillaume Lemay-Thivierge est annoncé comme l'animateur principal de l'émission, tandis que les panélistes sont l'humoriste Sam Breton, la chanteuse Véronic DiCaire, le chanteur Marc Dupré, l'animatrice Anouk Meunier et le comédien et humoriste Stéphane Rousseau.
Pour la saison 2, tous les panélistes sont de retour sauf Marc Dupré. Guillaume Lemay-Thivierge est également de retour à l'animation.
Aucun changement n'a lieu pour la saison 3, autant l'animateur que les enquêteurs de la saison 2 sont de retour.
Pour la saison 4, Sébastien Benoît remplace Guillaume Lemay-Thivierge à l'animation, tandis que Mélissa Bédard remplace Véronic DiCaire comme panéliste.

## Saison 1

### Récap. saison 1
| Nom de scène      | Célébrité                                   | Occupation                            | Épisodes | Épisodes | Épisodes | Épisodes | Épisodes | Épisodes | Épisodes | Épisodes | Épisodes | Épisodes | Épisodes |
| Nom de scène      | Célébrité                                   | Occupation                            | 1        | 2        | 3        | 4        | 5        | 6        | 7        | 8        | 9        | 10       | 11       |
| ----------------- | ------------------------------------------- | ------------------------------------- | -------- | -------- | -------- | -------- | -------- | -------- | -------- | -------- | -------- | -------- | -------- |
| Inséparables      | Wilfred Le Bouthillier Marie-Élaine Thibert | Chanteurs                             | Sauvé    |          |          | Gagné    |          | Sauvé    |          | Risque   |          | Gagné    | Gagnants |
| Dinde noire       | Jason Roy Léveillée                         | Acteur                                |          |          | Sauvé    |          | Gagné    | Sauvé    |          | Gagné    |          | Gagné    | 2e place |
| Harfang des noces | Johanne Blouin                              | Chanteuse                             | Sauvé    |          |          | Risque   |          | Sauvé    |          | Gagné    |          | Gagné    | 3e place |
| Agrile du Frêne   | Bruno Pelletier                             | Chanteur                              |          |          | Sauvé    |          | Gagné    |          | Sauvé    |          | Risque   | Éliminé  |          |
| Papillon          | Ludivine Reding                             | Actrice                               |          | Sauvé    |          | Gagné    |          |          | Sauvé    |          | Gagné    | Éliminé  |          |
| Orignal de métal  | Dominic Paquet                              | Humoriste                             | Sauvé    |          |          | Gagné    |          | Sauvé    |          |          | Gagné    | Éliminé  |          |
| Poutine           | Annie Brocoli/Annie Grenier                 | Actrice                               |          |          | Sauvé    |          | Gagné    |          | Sauvé    |          | Éliminé  |          |          |
| Gâteau            | Alexandre Despatie                          | Plongeur olympique                    |          | Sauvé    |          |          | Risque   |          | Sauvé    | Éliminé  |          |          |          |
| Gladiatrice       | Lise Dion                                   | Humoriste                             |          | Sauvé    |          |          | Risque   |          | Éliminé  |          |          |          |          |
| Déesse Chatte     | Sophie Thibault                             | Journaliste                           | Sauvé    |          |          | Risque   |          | Éliminé  |          |          |          |          |          |
| Reine de l'Espace | Lise Watier                                 | Femme d'affaires                      |          | Sauvé    |          |          | Éliminé  |          |          |          |          |          |          |
| Brebis Bergère    | Marie-Claude Barrette                       | Présentatrice TV                      |          |          | Sauvé    | Éliminé  |          |          |          |          |          |          |          |
| Castor en costard | Normand Brathwaite                          | Comédien                              |          |          | Éliminé  |          |          |          |          |          |          |          |          |
| Truite mouchetée  | Pierre Brassard                             | Acteur                                |          | Éliminé  |          |          |          |          |          |          |          |          |          |
| Blanchon          | Michel Bergeron                             | Ancien entraîneur de hockey sur glace | Éliminé  |          |          |          |          |          |          |          |          |          |          |

#### Récap par épisode

##### Semaine 1 (19 septembre 2021)
| # | Nom de scène      | Chanson                                                       | Identité        | Résultat |
| - | ----------------- | ------------------------------------------------------------- | --------------- | -------- |
| 1 | Original de métal | It's my life de Bon Jovi                                      | Non révélé      | Sauvé    |
| 2 | Déesse Chatte     | Alors on danse de Stromae                                     | Non révélé      | Sauvé    |
| 3 | Harfang des noces | Je t'aime de Lara Fabian / Et je t'aime encore de Céline Dion | Non révélé      | Sauvé    |
| 4 | Blanchon          | New York, New York de Frank Sinatra                           | Michel Bergeron | Éliminé  |
| 5 | Inséparables      | Say Something de A Great Big World et Christina Aguilera      | Non révélé      | Sauvé    |

##### Semaine 2 (23 septembre 2021)
| # | Nom de scène      | Chanson                                    | Identité        | Résultat |
| - | ----------------- | ------------------------------------------ | --------------- | -------- |
| 1 | Truite mouchetée  | Fais attention par Les BB                  | Pierre Brassard | Éliminé  |
| 2 | Gâteau            | Mony Mony de Billy Idol                    | Non révélé      | Sauvé    |
| 3 | Papillon          | Je vole de Michel Sardou                   | Non révélé      | Sauvé    |
| 4 | Reine de l'espace | A Sky Full of Stars de Coldplay            | Non révélé      | Sauvé    |
| 5 | Gladiatrice       | We're Not Gonna Take It par Twisted Sister | Non révélé      | Sauvé    |

##### Semaine 3 (3 octobre 2021)
| # | Nom de scène      | Chanson                                             | Identité           | Résultat |
| - | ----------------- | --------------------------------------------------- | ------------------ | -------- |
| 1 | Poutine           | 9 to 5 de Dolly Parton / Born This Way de Lady Gaga | Non révélé         | Sauvé    |
| 2 | Castor en costard | J't'aime comme un fou de Robert Charlebois          | Normand Brathwaite | Éliminé  |
| 3 | Berger Brebis     | La Vie en rose d'Édith Piaf                         | Non révélé         | Sauvé    |
| 4 | Agrile du frêne   | Bad Guy de Billie Eilish                            | Non révélé         | Sauvé    |
| 5 | Dinde noire       | Isn't She Lovely?/Superstition par Stevie Wonder    | Non révélé         | Sauvé    |

##### Semaine 4 (10 octobre 2021)
| # | Nom de scène      | Chanson                              | Identité              | Résultat |
| - | ----------------- | ------------------------------------ | --------------------- | -------- |
| 1 | Déesse Chatte     | Désenchantée de Mylène Farmer        | Non révélé            | Risque   |
| 2 | Inséparables      | Je l'aime à mourir de Francis Cabrel | Non révélé            | Gagné    |
|   |                   |                                      |                       |          |
| 3 | Berger Brebis     | Amour supérieur de Steve Winwood     | Marie-Claude Barrette | Éliminé  |
| 4 | Papillon          | Je veux de Zaz                       | Non révélé            | Gagné    |
|   |                   |                                      |                       |          |
| 5 | Orignal de Métal  | Un peu plus haut de Ginette Reno     | Non révélé            | Gagné    |
| 6 | Harfang des noces | Piece of My Heart par Erma Franklin  | Non révélé            | Risque   |

##### Semaine 5 (17 octobre 2021)
| # | Nom de scène      | Chanson                              | Identité    | Résultat |
| - | ----------------- | ------------------------------------ | ----------- | -------- |
| 1 | Gâteau            | Grand Champion Les Trois Accords     | Non révélé  | Risque   |
| 2 | Agrile du frêne   | Kiss par Prince                      | Non révélé  | Gagné    |
|   |                   |                                      |             |          |
| 3 | Dinde noire       | Soulman de Ben l'Oncle Soul          | Non révélé  | Gagné    |
| 4 | Gladiatrice       | Humana de Lara Fabian                | Non révélé  | Risque   |
|   |                   |                                      |             |          |
| 5 | Reine de l'espace | Bad Romance de Lady Gaga             | Lise Watier | Éliminé  |
| 6 | Poutine           | Groove Is in the Heart par Deee-Lite | Non révélé  | Gagné    |

##### Semaine 6 (24 octobre 2021)
| # | Nom de scène      | Chanson                                                          | Identité        | Résultat |
| - | ----------------- | ---------------------------------------------------------------- | --------------- | -------- |
| 1 | Harfang des noces | Let It Be des Beatles                                            | Non révélé      | Sauvé    |
| 2 | Déesse Chatte     | Coton ouaté par Bleu Jeans Bleu                                  | Sophie Thibault | Éliminé  |
| 3 | Dinde noire       | Les bombes de Michel Pagliaro                                    | Non révélé      | Sauvé    |
| 4 | Inséparables      | (I've Had) The Time of My Life de Bill Medley et Jennifer Warnes | Non révélé      | Sauvé    |
| 5 | Orignal de Métal  | Summer of '69 de Bryan Adams                                     | Non révélé      | Sauvé    |

##### Semaine 7 (31 octobre 2021)
| # | Nom de scène    | Chanson                               | Identité   | Résultat |
| - | --------------- | ------------------------------------- | ---------- | -------- |
| 1 | Poutine         | J'ai vu de Niagara                    | Non révélé | Sauvé    |
| 2 | Papillon        | C'est zéro de Julie Masse             | Non révélé | Sauvé    |
| 3 | Agrile du frêne | Physical de Dua Lipa                  | Non révélé | Sauvé    |
| 4 | Gladiatrice     | The Best de Tina Turner               | Lise Dion  | Éliminé  |
| 5 | Gâteau          | Step by Step de New Kids on the Block | Non révélé | Sauvé    |

##### Semaine 8 (7 novembre 2021) - Quart de finale #1
En début d'émission, un numéro de groupe a été présenté. Un Mashup des chansons suivantes : I've got the music in me de Kiki Dee et Monday, Tuesday... Laissez-moi danser de Dalida
| # | Nom de scène      | Chanson                         | Identité           | Résultat |
| - | ----------------- | ------------------------------- | ------------------ | -------- |
| 1 | Dinde noire       | Suavemente d'Elvis Crespo       | Non révélé         | Gagné    |
| 2 | Inséparables      | Le monde est stone de Starmania | Non révélé         | Risque   |
|   |                   |                                 |                    |          |
| 3 | Gâteau            | Cake by the Ocean de DNCE       | Alexandre Despatie | Éliminé  |
| 4 | Harfang des noces | The Show Must Go On de Queen    | Non révélé         | Gagné    |

##### Semaine 9 (14 novembre 2021) - Quart de finale #2
En début d'émission, un numéro de groupe a été présenté en compagnie du groupe Bleu Jeans Bleu avec les chansons J'ai mangé trop de patates frites et Coton Ouaté.
| # | Nom de scène     | Chanson                                     | Identité                    | Résultat |
| - | ---------------- | ------------------------------------------- | --------------------------- | -------- |
| 1 | Agrile du frêne  | Seven Nation Army de White Stripes          | Non révélé                  | Risque   |
| 2 | Papillon         | S'il suffisait d'aimer de Céline Dion       | Non révélé                  | Gagné    |
|   |                  |                                             |                             |          |
| 3 | Poutine          | Jump Around de House of Pain                | Annie Brocoli/Annie Grenier | Éliminé  |
| 4 | Orignal de métal | Deux par deux rassemblés de Pierre Lapointe | Non révélé                  | Gagné    |

##### Semaine 10 (21 novembre 2021) - Demi-finale
| # | Nom de scène      | Chanson                                          | Identité        | Résultat |
| - | ----------------- | ------------------------------------------------ | --------------- | -------- |
| 1 | Harfang des noces | Let It Go de Idina Menzel                        | Non révélé      | Sauvé    |
| 2 | Orignal de métal  | Casser la voix de Patrick Bruel                  | Dominic Paquet  | Éliminé  |
|   |                   |                                                  |                 |          |
| 3 | Dinde noire       | Lean on Me de Bill Withers                       | Non révélé      | Sauvé    |
| 4 | Papillon          | L'Hymne à la Beauté du Monde d'Isabelle Boulay   | Ludivine Reding | Éliminé  |
|   |                   |                                                  |                 |          |
| 5 | Agrile du frêne   | C'est Moi de Marie-Mai                           | Bruno Pelletier | Éliminé  |
| 6 | Inséparables      | (Everything I Do) I Do It for You de Bryan Adams | Non révélé      | Sauvé    |

##### Semaine 11 (28 novembre 2021)
Le numéro d'ouverture de groupe est un medley des chansons suivantes : Incognito et Je Danse dans ma tête de Céline Dion (chanté par tous les finalistes), Donnez moi de l'oxygène de Diane Dufresne, chanté par le Harfang des noces, I Will Survive de Cher chanté par la Dinde noire et Tu t'en vas de Lara Fabian chanté par les Inséparables. Puis les trois finalistes ont complété le medley avec The Final Countdown de Europe.
| # | Nom de scène      | Chanson                                      | Identité                                      | Résultat        |
| - | ----------------- | -------------------------------------------- | --------------------------------------------- | --------------- |
| 1 | Harfang des noces | I Will Follow Him de Peggy March             | Johanne Blouin                                | Troisième place |
| 2 | Dinde noire       | Mes blues passent pu dans porte de Offenbach | Jason Roy-Léveillée                           | Deuxième place  |
| 3 | Inséparables      | Someone Like You d'Adele                     | Wilfred LeBouthillier et Marie-Élaine Thibert | Première place  |

##### Semaine 12 - Les coulisses
Émission spéciale présentant les coulisses de ce qui s'est passé en coulisses durant les tournages de l'émission.

## Saison 2

### Récap. saison 2
| Nom de scène                   | Célébrité             | Occupation                                          | Épisodes | Épisodes | Épisodes | Épisodes | Épisodes | Épisodes | Épisodes | Épisodes | Épisodes | Épisodes | Épisodes | Épisodes        |  |
| Nom de scène                   | Célébrité             | Occupation                                          | 1        | 2        | 3        | 4        | 5        | 6        | 7        | 8        | 9        | 10       | 11       | 12              |  |
| ------------------------------ | --------------------- | --------------------------------------------------- | -------- | -------- | -------- | -------- | -------- | -------- | -------- | -------- | -------- | -------- | -------- | --------------- |  |
| La Reine du Jour et de la Nuit | Véronique Claveau     | Chanteuse et imitatrice                             | Sauvé    |          |          | Gagné    |          | Sauvé    |          | Sauvé    |          | Sauvé    | Sauvé    | Première place  |  |
| Robot                          | Ludovick Bourgeois    | Auteur-compositeur et chanteur                      |          | Sauvé    |          |          | Gagné    |          | Sauvé    | Sauvé    |          | Sauvé    | Sauvé    | Deuxième place  |  |
| Super Loutre                   | Pierre-Yves Lord      | Animateur de radio et télévision                    | Sauvé    |          |          | Risque   |          | Sauvé    |          |          | Sauvé    | Sauvé    | Sauvé    | Troisième place |  |
| Luciole                        | Véronique Béliveau    | Actrice et chanteuse                                |          |          | Sauvé    |          | Gagné    |          | Sauvé    |          | Sauvé    | Sauvé    | Éliminé  |                 |  |
| L'éléphante Yéyé               | Maude Guérin          | Actrice                                             | Sauvé    |          |          | Gagné    |          | Sauvé    |          | Sauvé    |          | Sauvé    | Éliminé  |                 |  |
| Mouffette Punkette             | Laurence Jalbert      | Chanteuse                                           |          | Sauvé    |          |          | Gagné    |          | Sauvé    |          | Sauvé    | Éliminé  |          |                 |  |
| Homard le Shérif               | Jacques Rougeau       | Ex-lutteur professionnel                            |          |          | Sauvé    |          | Risque   |          | Sauvé    |          | Éliminé  |          |          |                 |  |
| Chat Sphynx                    | Nick Carter           | Chanteur de renommée internationale                 |          |          |          |          |          |          |          |          | Démasqué |          |          |                 |  |
| Mandrill                       | Stéphane Archambault  | Acteur et chanteur                                  |          | Sauvé    |          | Risque   |          | Sauvé    |          | Éliminé  |          |          |          |                 |  |
| Hérisson                       | Patrick Norman        | Chanteur                                            |          |          | Sauvé    |          | Risque   |          | Éliminé  |          |          |          |          |                 |  |
| Bébéluga                       | Mariana Mazza         | Humoriste                                           | Sauvé    |          |          | Gagné    |          | Éliminé  |          |          |          |          |          |                 |  |
| Phénix                         | Robert Piché          | Pilote d'avion                                      |          | Sauvé    |          |          | Éliminé  |          |          |          |          |          |          |                 |  |
| Ouaouaron                      | Dany Turcotte         | Humoriste et animateur                              |          |          | Sauvé    | Éliminé  |          |          |          |          |          |          |          |                 |  |
| Renarde                        | Monique Jérôme-Forget | Politicienne                                        |          |          | Éliminé  |          |          |          |          |          |          |          |          |                 |  |
| Pâté Chinois                   | Mathieu Baron         | Acteur                                              |          | Éliminé  |          |          |          |          |          |          |          |          |          |                 |  |
| Cocktail Tiki                  | Denise Bombardier     | Chroniqueuse, romancière, productrice et animatrice | Éliminé  |          |          |          |          |          |          |          |          |          |          |                 |  |

#### Récap par épisode

##### Semaine 1 (19 septembre 2022)
| # | Nom de scène                   | Chanson                                                            | Identité          | Résultat |
| - | ------------------------------ | ------------------------------------------------------------------ | ----------------- | -------- |
| 1 | L'éléphante Yéyé               | I Lost my Baby de Jean Leloup                                      | Non révélé        | Sauvé    |
| 2 | Bébéluga                       | Tu ne sauras jamais de Les BB                                      | Non révélé        | Sauvé    |
| 3 | Le Cocktail Tiki               | My Way de Frank Sinatra                                            | Denise Bombardier | Éliminé  |
| 4 | Super Loutre                   | Don't Stop Me Now de Queen                                         | Non révélé        | Sauvé    |
| 5 | La Reine du Jour et de la Nuit | Never Enough, chanson du film The Greatest Showman de Loren Allred | Non révélé        | Sauvé    |

##### Semaine 2 (25 septembre 2022)
| # | Nom de scène       | Chanson                                        | Identité      | Résultat |
| - | ------------------ | ---------------------------------------------- | ------------- | -------- |
| 1 | Le Pâté Chinois    | Boum Boum Boum par Mika                        | Mathieu Baron | Éliminé  |
| 2 | Robot              | Je danse dans ma tête de Céline Dion           | Non révélé    | Sauvé    |
| 3 | Mouffette Punkette | Hit Me with Your Best Shot de Pat Benatar      | Non révélé    | Sauvé    |
| 4 | Mandrill           | La Forêt des mal-aimés de Pierre Lapointe      | Non révélé    | Sauvé    |
| 5 | Phénix             | Sweet Dreams (Are Made of This) par Eurythmics | Non révélé    | Sauvé    |

##### Semaine 3 (2 octobre 2022)
| # | Nom de scène     | Chanson                                    | Identité              | Résultat |
| - | ---------------- | ------------------------------------------ | --------------------- | -------- |
| 1 | Homard Le Shérif | Jailhouse Rock d'Elvis Presley             | Non révélé            | Sauvé    |
| 2 | Ouaouaron        | The Frog Song de Robert Charlebois         | Non révélé            | Sauvé    |
| 3 | Renarde          | Man! I Feel Like a Woman! de Shania Twain  | Monique Jérôme-Forget | Éliminé  |
| 4 | Hérisson         | Loin, loin de la ville de Georges Thurston | Non révélé            | Sauvé    |
| 5 | Luciole          | The Edge of Glory par Lady Gaga            | Non révélé            | Sauvé    |

##### Semaine 4 (9 octobre 2022)
| # | Nom de scène                   | Chanson                                      | Identité      | Résultat |
| - | ------------------------------ | -------------------------------------------- | ------------- | -------- |
| 1 | Éléphante Yéyé                 | Respect de Aretha Franklin                   | Non révélé    | Gagné    |
| 2 | Ouaouaron                      | Mistral gagnant de Renaud                    | Dany Turcotte | Éliminé  |
|   |                                |                                              |               |          |
| 3 | Mandrill                       | You Sexy Thing de Hot Chocolate              | Non révélé    | Risque   |
| 4 | Bébéluga                       | Torn de Natalie Imbruglia                    | Non révélé    | Gagné    |
|   |                                |                                              |               |          |
| 5 | Super Loutre                   | La Tribu de Dana de Manau                    | Non révélé    | Risque   |
| 6 | La Reine du jour et de la Nuit | Entre l'ombre et la lumière par Marie Carmen | Non révélé    | Gagné    |

##### Semaine 5 (16 octobre 2022)
| # | Nom de scène       | Chanson                                           | Identité     | Résultat |
| - | ------------------ | ------------------------------------------------- | ------------ | -------- |
| 1 | Homard Le Shérif   | Hélène de Roch Voisine                            | Non révélé   | Risque   |
| 2 | Robot              | Video Killed the Radio Star par The Buggles       | Non révélé   | Gagné    |
|   |                    |                                                   |              |          |
| 3 | Luciole            | L'Envie d'aimer de Daniel Lévi                    | Non révélé   | Gagné    |
| 4 | Hérisson           | Can't Get Enough Of Your Love Babe de Barry White | Non révélé   | Risque   |
|   |                    |                                                   |              |          |
| 5 | Phénix             | Le cœur est un oiseau de Richard Desjardins       | Robert Piché | Éliminé  |
| 6 | Mouffette Punkette | Con te partirò par Andrea Bocelli                 | Non révélé   | Gagné    |

##### Semaine 6 (23 octobre 2022)
| # | Nom de scène                   | Chanson                          | Identité      | Résultat |
| - | ------------------------------ | -------------------------------- | ------------- | -------- |
| 1 | La Reine du Jour et de la Nuit | Chandelier de Sia                | Non révélé    | Sauvé    |
| 2 | Mandrill                       | 1990 par Jean Leloup             | Non révélé    | Sauvé    |
| 3 | Bébéluga                       | I'm Like a Bird de Nelly Furtado | Mariana Mazza | Éliminé  |
| 4 | Super Loutre                   | Blinding Lights de The Weeknd    | Non révélé    | Sauvé    |
| 5 | L'éléphante Yéyé               | Lady Marmalade de LaBelle        | Non révélé    | Sauvé    |

##### Semaine 7 (30 octobre 2022)
| # | Nom de scène       | Chanson                                      | Identité       | Résultat |
| - | ------------------ | -------------------------------------------- | -------------- | -------- |
| 1 | Luciole            | Levitating de Dua Lipa                       | Non révélé     | Sauvé    |
| 2 | Homard Le Shérif   | Old Town Road de Lil Nas X & Billy Ray Cyrus | Non révélé     | Sauvé    |
| 3 | Mouffette Punkette | Andy des Rita Mitsouko                       | Non révélé     | Sauvé    |
| 4 | Hérisson           | Tension Attention de Daniel Lavoie           | Patrick Norman | Éliminé  |
| 5 | Robot              | Fix You de Coldplay                          | Non révélé     | Sauvé    |

##### Semaine 8 (7 novembre 2022)
Numéro d'ouverture : Le Bal masqué de La Compagnie créole
| # | Nom de scène                   | Chanson                                     | Identité             | Résultat |
| - | ------------------------------ | ------------------------------------------- | -------------------- | -------- |
| 1 | La Reine du Jour et de la Nuit | Le Temps des cathédrales de Bruno Pelletier | Non révélé           | Sauvé    |
| 2 | L'éléphante Yéyé               | Black Velvet d'Alannah Myles                | Non révélé           | Sauvé    |
| 3 | Robot                          | Dis-Moi, Dis-Moi de Mitsou                  | Non révélé           | Sauvé    |
| 4 | Mandrill                       | I'm Still Standing de Elton John            | Stéphane Archambault | Éliminé  |

##### Semaine 9 (14 novembre 2022)
Entre la première et la deuxième performance, le chanteur masqué mystère arrive sur scène. Il chante Alone de Heart. Il s'agit de Nick Carter du groupe des Backstreet Boys.
| # | Nom de scène       | Chanson                                     | Identité        | Résultat |
| - | ------------------ | ------------------------------------------- | --------------- | -------- |
| 1 | Super Loutre       | Aimer d'amour de Georges Thurston           | Non révélé      | Sauvé    |
| 2 | Mouffette Punkette | Girls Just Want to Have Fun de Cyndi Lauper | Non révélé      | Sauvé    |
| 3 | Luciole            | Tandem de Vanessa Paradis                   | Non révélé      | Sauvé    |
| 4 | Homard Le Shérif   | Take Me Home, Country Roads de John Denver  | Jacques Rougeau | Éliminé  |

##### Semaine 10 (20 novembre 2022) - Quart de finale
| # | Nom de scène                   | Chanson                                | Identité         | Résultat |
| - | ------------------------------ | -------------------------------------- | ---------------- | -------- |
| 1 | Luciole                        | Wrecking Ball de Miley Cyrus           | Non révélé       | Sauvé    |
| 2 | Moufette Punkette              | The Rose de Bette Midler               | Laurence Jalbert | Éliminé  |
| 3 | Super Loutre                   | Femme Like U de K. Maro                | Non révélé       | Sauvé    |
| 4 | La Reine du Jour et de la Nuit | Alegría du Cirque du Soleil            | Non révélé       | Sauvé    |
| 5 | L'éléphante Yéyé               | Animal de France D'Amour               | Non révélé       | Sauvé    |
| 6 | Robot                          | Where Is the Love? des Black Eyed Peas | Non révélé       | Sauvé    |

##### Semaine 11 (27 novembre 2022) - Demi-finale
| # | Nom de scène                   | Chanson                                | Identité           | Résultat |
| - | ------------------------------ | -------------------------------------- | ------------------ | -------- |
| 1 | Robot                          | Fireworks de Katy Perry                | Non révélé         | Sauvé    |
| 2 | Éléphante Yéyé                 | Une femme avec toi de Nicole Croisille | Maude Guérin       | Éliminé  |
| 3 | Super Loutre                   | Miami d'Ariane Moffatt                 | Non révélé         | Sauvé    |
| 4 | Luciole                        | We Belong de Pat Benatar               | Véronique Béliveau | Éliminé  |
| 5 | La Reine du Jour et de la Nuit | I'm Every Woman de Whitney Houston     | Non révélé         | Sauvé    |

##### Semaine 12 (4 décembre 2022) - Finale
Les finalistes de cette année font un numéro de groupe. Ils chantent The Winner Takes It All de ABBA, en compagnie des trois finalistes, hors costume, de la saison 1 : Johanne Blouin, Jason Roy Léveillée, Wilfred LeBouthillier et Marie-Élaine Thibert.
| # | Nom de scène                   | Chanson                                      | Identité           | Résultat        |
| - | ------------------------------ | -------------------------------------------- | ------------------ | --------------- |
| 1 | Super Loutre                   | Ça plane pour moi de Plastic Bertrand        | Pierre-Yves Lord   | Troisième place |
| 2 | Robot                          | What About Us de Pink                        | Ludovick Bourgeois | Deuxième place  |
| 3 | La Reine du Jour et de la Nuit | Tous les cris les S.O.S. de Daniel Balavoine | Véronique Claveau  | Première place  |

## Saison 3

### Récap. saison 3
| Nom de scène         | Célébrité                      | Occupation                                                                            | Épisodes | Épisodes | Épisodes | Épisodes | Épisodes | Épisodes | Épisodes | Épisodes | Épisodes | Épisodes | Épisodes | Épisodes        |
| Nom de scène         | Célébrité                      | Occupation                                                                            | 1        | 2        | 3        | 4        | 5        | 6        | 7        | 8        | 9        | 10       | 11       | 12              |
| -------------------- | ------------------------------ | ------------------------------------------------------------------------------------- | -------- | -------- | -------- | -------- | -------- | -------- | -------- | -------- | -------- | -------- | -------- | --------------- |
| Caméléon             | Michel Courtemanche            | Humoriste, mime, acteur et producteur de télévision québécois                         |          |          | Sauvé    |          | Risque   | Sauvé    |          | Sauvé    |          | Sauvé    | Sauvé    | Première place  |
| Mutante Rita         | Marie Denise Pelletier         | Auteure-compositrice et interprète canadienne.                                        | Sauvé    |          |          | Gagné    |          |          | Sauvé    | Sauvé    |          | Sauvé    | Sauvé    | Deuxième place  |
| Lion                 | Rita Baga                      | Drag queen montréalaise                                                               |          | Sauvé    |          |          | Gagné    | Sauvé    |          |          | Sauvé    | Sauvé    | Sauvé    | Troisième place |
| Loup                 | Mario Pelchat                  | Chanteur et producteur québécois                                                      |          |          |          |          |          |          | Sauvé    | Sauvé    |          | Sauvé    | Immunité | 4e place        |
| Ballerine de Glace   | Julie Ringuette                | comédienne, chanteuse, chroniqueuse et animatrice                                     |          |          | Sauvé    |          | Gagné    | Sauvé    |          |          | Sauvé    | Sauvé    | Éliminé  |                 |
| Amoureux / Amoureuse | Élyse Marquis et Joël Legendre | Acteurs et animateurs                                                                 |          |          | Sauvé    | Gagné    |          | Sauvé    |          |          | Sauvé    | Éliminé  |          |                 |
| Astronaute           | Damien Robitaille              | Musicien franco-ontarien                                                              |          |          | Sauvé    |          | Gagné    |          | Sauvé    |          | Éliminé  |          |          |                 |
| Poupée               | Mahée Paiement                 | Actrice et créatrice de parfums                                                       |          | Sauvé    |          | Risque   |          |          | Sauvé    | Éliminé  |          |          |          |                 |
| Agent 00-Pingouin    | Erik Caouette                  | Chanteur du duo 2Frères                                                               | Sauvé    |          |          | Risque   |          |          | Éliminé  |          |          |          |          |                 |
| Lady Lévrier         | Patrice L'Écuyer               | Animateur de télévision et de radio et acteur québécois                               | Sauvé    |          |          | Gagné    |          |          | Éliminé  |          |          |          |          |                 |
| Dinosaure            | Alain Dumas                    | Comédien, humoriste et animateur                                                      | Sauvé    |          |          |          | Risque   | Éliminé  |          |          |          |          |          |                 |
| Cône Orange          | Mathieu Dufour                 | humoriste                                                                             |          | Sauvé    |          |          | Éliminé  |          |          |          |          |          |          |                 |
| Huard                | Édith Butler                   | Chanteuse acadienne francophone                                                       |          | Sauvé    |          | Éliminé  |          |          |          |          |          |          |          |                 |
| Dragon               | David Morissette               | Animateur de télévision canadien et joueur professionnel de hockey sur glace retraité |          |          | Éliminé  |          |          |          |          |          |          |          |          |                 |
| Popcorn              | Sœur Angèle                    | Religieuse québécoise connue pour son enseignement de la cuisine                      |          | Éliminé  |          |          |          |          |          |          |          |          |          |                 |
| Hippocampe           | Fabienne Larouche              | Scénariste et Productrice québécoise.                                                 | Éliminé  |          |          |          |          |          |          |          |          |          |          |                 |

#### Récap par épisode

##### Semaine 1 (17 septembre 2023)
| # | Nom de scène      | Chanson                                          | Identité          | Résultat |
| - | ----------------- | ------------------------------------------------ | ----------------- | -------- |
| 1 | Dinosaure         | Never Gonna Give You Up de Rick Astley           | Non révélé        | Sauvé    |
| 2 | Lady Lévrier      | Tico Tico et Chica Chica Boom Chic d'Alys Robi   | Non révélé        | Sauvé    |
| 3 | Agent 00-Pingouin | L'espion de Michel Pagliaro                      | Non révélé        | Sauvé    |
| 4 | Hippocampe        | River Deep, Mountain High de Ike and Tina Turner | Fabienne Larouche | Éliminé  |
| 5 | Mutante Rita      | Bring Me to Life d'Evanescence                   | Non révélé        | Sauvé    |

##### Semaine 2 (24 septembre 2023)
| # | Nom de scène | Chanson                            | Identité    | Résultat |
| - | ------------ | ---------------------------------- | ----------- | -------- |
| 1 | Cône Orange  | Life is a Highway de Rascal Flatts | Non révélé  | Sauvé    |
| 2 | Huard        | Marcia Baïla des Rita Mitsouko     | Non révélé  | Sauvé    |
| 3 | Poupée       | On ne change pas de Céline Dion    | Non révélé  | Sauvé    |
| 4 | Popcorn      | Pied de poule de Marc Drouin       | Sœur Angèle | Éliminé  |
| 5 | Lion         | Nature Boy de Nat King Cole        | Non révélé  | Sauvé    |

##### Semaine 3 (1er octobre 2023)
| # | Nom de scène       | Chanson                                           | Identité         | Résultat |
| - | ------------------ | ------------------------------------------------- | ---------------- | -------- |
| 1 | Astronaute         | The Final Countdown d'Europe                      | Non révélé       | Sauvé    |
| 2 | Dragon             | Allumer le feu de Johnny Hallyday                 | David Morissette | Éliminé  |
| 3 | Ballerine de Glace | Faufile de Charlotte Cardin                       | Non révélé       | Sauvé    |
| 4 | Caméléon           | Sex Bomb de Tom Jones                             | Non révélé       | Sauvé    |
| 5 | Amoureuse          | Tous les garçons et les filles de Françoise Hardy | Non révélé       | Sauvé    |

##### Semaine 4 (8 octobre 2023)
| # | Nom de scène                                                | Chanson                                               | Identité     | Résultat |
| - | ----------------------------------------------------------- | ----------------------------------------------------- | ------------ | -------- |
| 1 | Mutante Rita                                                | Vivante de France D'Amour                             | Non révélé   | Gagné    |
| 2 | Poupée                                                      | Flashdance... What a Feeling de Irene Cara            | Non révélé   | Risque   |
|   |                                                             |                                                       |              |          |
| 3 | Lady Lévrier                                                | Oxygène et Tiens-toé ben, j'arrive! de Diane Dufresne | Non révélé   | Gagné    |
| 4 | Huard                                                       | Price Tag de Jessie J                                 | Édith Butler | Éliminé  |
|   |                                                             |                                                       |              |          |
| 5 | Agent 00-Pingouin                                           | Amalgame des Respectables                             | Non révélé   | Risque   |
| 6 | Amoureux (La soliste initialement Amoureuse devient un duo) | Hello d'Adele                                         | Non révélé   | Gagné    |

##### Semaine 5 (15 octobre 2023)
| # | Nom de scène       | Chanson                                | Identité       | Résultat |
| - | ------------------ | -------------------------------------- | -------------- | -------- |
| 1 | Camélon            | Karma Chameleon de Culture Club        | Non révélé     | Risque   |
| 2 | Lion               | Pleurs dans la pluie par Mario Pelchat | Non révélé     | Gagné    |
|   |                    |                                        |                |          |
| 3 | Cône Orange        | Illégal de Marjo                       | Mathieu Dufour | Éliminé  |
| 4 | Ballerine de Glace | Dancing On My Own de Robyn             | Non révélé     | Gagné    |
|   |                    |                                        |                |          |
| 5 | Dinosaure          | Darlin' de Roch Voisine                | Non révélé     | Risque   |
| 6 | Astronaute         | The Scientist de Coldplay              | Non révélé     | Gagné    |

##### Semaine 6 (22 octobre 2023)
| # | Nom de scène       | Chanson                                     | Identité    | Résultat |
| - | ------------------ | ------------------------------------------- | ----------- | -------- |
| 1 | Amoureux           | Just Give Me a Reason de Pink et Nate Ruess | Non révélé  | Sauvé    |
| 2 | Caméléon           | Fille de personne II d'Hubert Lenoir        | Non révélé  | Sauvé    |
| 3 | Lion               | Try de Pink                                 | Non révélé  | Sauvé    |
| 4 | Dinosaure          | U Can't Touch This d'MC Hammer              | Alain Dumas | Éliminé  |
| 5 | Ballerine de Glace | Si tu m'aimes de Lara Fabian                | Non révélé  | Sauvé    |

##### Semaine 7 (29 octobre 2023) - Élimination double
Arrivé d'un chanteur masqué surprise : Le loup (aucune capsule indice)
| # | Nom de scène      | Chanson                                                                        | Identité                 | Résultat |
| - | ----------------- | ------------------------------------------------------------------------------ | ------------------------ | -------- |
| 1 | Loup              | Backstreet's Back des Backstreet Boys                                          | Non révélé               | Sauvé    |
| 2 | Agent 00-Pingouin | Toxic de Britney Spears                                                        | Erik Caouette de 2Frères | Éliminé  |
| 3 | Lady Lévrier      | Belle Nuit, Ô Nuit d'Amour et Cette voix que j'ai d'Offenbach                  | Patrice L'Écuyer         | Éliminé  |
| 4 | Astronaute        | Formidable et Papaoutai de Stromae                                             | Non révélé               | Sauvé    |
| 5 | Poupée            | Memory de Barbra Streisand (initialement écrite pour la comédie musicale Cats) | Non révélé               | Sauvé    |
| 6 | Mutante Rita      | Rolling in the Deep d'Adele                                                    | Non révélé               | Sauvé    |

##### Semaine 8 (5 novembre 2023)
Après les numéros des masqués a lieu un numéro spécial de Véronic Dicaire chantant : Hymne à la beauté du monde de Diane Dufresne, A Million Dreams de Hugh Jackman et Michelle Williams, Set Fire to the Rain d'Adele, Libérée, délivrée de La Reine des neiges, et Alive de Sia, avec des apparitions spéciales de l'Orignal de métal, la Super Loutre, le Blanchon et le Papillon.
| # | Nom de scène | Chanson                              | Identité       | Résultat |
| - | ------------ | ------------------------------------ | -------------- | -------- |
| 1 | Loup         | I Want to Break Free de Queen        | Non révélé     | Sauvé    |
| 2 | Poupée       | Évidemment de France Gall            | Mahée Paiement | Éliminé  |
| 3 | Caméléon     | Louxor, j'adore de Philippe Katerine | Non révélé     | Sauvé    |
| 4 | Mutante Rita | Juice de Lizzo                       | Non révélé     | Sauvé    |

Après les prestations des masqués, une artiste invitée surprise est arrivée dans la DeLorean. Samantha Fox vient chanter son succès Touch Me (I Want Your Body).
| # | Nom de scène       | Chanson                                                                 | Identité          | Résultat |
| - | ------------------ | ----------------------------------------------------------------------- | ----------------- | -------- |
| 1 | Lion               | Rhythm of the Night de DeBarge                                          | Non révélé        | Sauvé    |
| 2 | Astronaute         | Voyage, Voyage de Desireless                                            | Damien Robitaille | Éliminé  |
| 3 | Amoureux           | Listen to Your Heart du groupe Roxette                                  | Non révélé        | Sauvé    |
| 4 | Ballerine de Glace | Danse avec moi et Ce soir l'amour est dans tes yeux de Martine St-Clair | Non révélé        | Sauvé    |

##### Semaine 10 (19 novembre 2023)
| # | Nom de scène       | Chanson                                           | Identité                       | Résultat |
| - | ------------------ | ------------------------------------------------- | ------------------------------ | -------- |
| 1 | Ballerine de Glace | Hot Stuff de Donna Summer                         | Non révélé                     | Sauvé    |
| 2 | Caméléon           | Déjeuner en paix de Stephan Eicher                | Non révélé                     | Sauvé    |
| 3 | Lion               | Je ne suis qu'une chanson de Ginette Reno         | Non révélé                     | Sauvé    |
| 4 | Amoureux           | You're the One That I Want chanson du film Grease | Élyse Marquis et Joël Legendre | Éliminé  |
| 5 | Mutante Rita       | Ordinaire de Céline Dion                          | Non révélé                     | Sauvé    |
| 4 | Loup               | Too Much Heaven et Tragedy des Bee Gees           | Non révélé                     | Sauvé    |

##### Semaine 11 (26 novembre 2023) - Demi-finale
Les enquêteurs ont 30 secondes pour faire un choix unanime afin de donner l'immunité à l'un des cinq demi-finalistes afin de l'expédier directement en finale. Ils choisissent le Loup.
| # | Nom de scène       | Chanson | Identité        | Résultat |
| - | ------------------ | --- | --------------- | -------- |
| 1 | Ballerine de glace | I Wanna Dance with Somebody (Who Loves Me) de Whitney Houston                                                                                        | Julie Ringuette | Éliminé  |
| 2 | Loup               | Il est où le bonheur de Christophe Maé | Non révélé      | Immunité |
| 3 | Lion               | Feeling Good écrite pour la comédie musicale The Roar of the Greasepaint – The Smell of the Crowd en 1964, et reprise par plusieurs artistes depuis. | Non révélé      | Sauvé    |
| 4 | Caméléon           | Ça m'énerve d'Helmut Fritz | Non révélé      | Sauvé    |
| 5 | Mutante Rita       | Bohemian Rhapsody de Queen | Non révélé      | Sauvé    |

##### Semaine 12 (3 décembre 2023) - Finale
| # | Nom de scène | Chanson                                                           | Identité               | Résultat        |
| - | ------------ | ----------------------------------------------------------------- | ---------------------- | --------------- |
| 1 | Lion         | My Heart Will Go On de Céline Dion, chanson thème du film Titanic | Rita Baga              | Troisième place |
| 2 | Caméléon     | I'm Too Sexy de Right Said Fred                                   | Michel Courtemanche    | Première place  |
| 3 | Loup         | Ma gueule de Johnny Hallyday                                      | Mario Pelchat          | 4e place        |
| 4 | Mutante Rita | I Don't Want to Miss a Thing du groupe Aerosmith                  | Marie Denise Pelletier | Deuxième place  |

## Saison 4

### Récap. saison 4
| Nom de scène    | Célébrité                 | Occupation                                     | Épisodes | Épisodes | Épisodes | Épisodes | Épisodes | Épisodes | Épisodes      | Épisodes | Épisodes | Épisodes      | Épisodes        |                |
| Nom de scène    | Célébrité                 | Occupation                                     | 1        | 2        | 3        | 4        | 5        | 6        | 7             | 8        | 9        | 10            | 11              | 12             |
| Père Noël       | Yves Lambert              | Chanteur                                       |          |          |          |          |          |          |               |          |          |               |                 | Spéciale Noël. |
| --------------- | ------------------------- | ---------------------------------------------- | -------- | -------- | -------- | -------- | -------- | -------- | ------------- | -------- | -------- | ------------- | --------------- | -------------- |
| Cygne           | Gabrielle Destroismaisons | Chanteuse                                      |          | Sauvé    |          |          | Gagné    | Sauvé    |               |          | Sauvé    | Sauvé         | Gagnante        |                |
| Betty Bett      | Julie Bélanger            | Animatrice                                     |          | Sauvé    |          | Gagné    |          |          | Sauvé         | Sauvé    |          | Sauvé         | Deuxième place  |                |
| Zèbre           | Benoît McGinnis           | Chanteur, acteur                               | Sauvé    |          |          |          | Gagné    |          | Sauvé         | Sauvé    |          | Sauvé         | Troisième place |                |
| Jack Spirat     | Marc Dupré                | Chanteur, imitateur                            |          |          |          |          |          |          | Hors concours |          |          | Hors concours |                 |                |
| Rhino           | Jonas Tomalty             | Chanteur                                       | Sauvé    |          |          | Gagné    |          | Sauvé    |               |          | Sauvé    | Éliminé       |                 |                |
| Miss Maïs       | Martine St-Clair          | Chanteuse                                      |          |          | Sauvé    | Risque   |          | Sauvé    |               |          | Éliminé  |               |                 |                |
| Licorne         | Debbie Lynch-White        | Actrice                                        | Sauvé    |          |          |          | Risque   |          | Sauvé         | Éliminé  |          |               |                 |                |
| Hibou           | Félix-Antoine Tremblay    | Comédien, présentateur télé, chroniqueur radio |          |          | Sauvé    |          | Gagné    |          | Éliminé       |          |          |               |                 |                |
| Soleil          | Cathy Gauthier            | Humoriste                                      |          | Sauvé    |          |          | Risque   | Éliminé  |               |          |          |               |                 |                |
| Duc Colvert     | Pierre Bruneau            | Lecteur de nouvelles                           |          |          | Sauvé    |          | Éliminé  |          |               |          |          |               |                 |                |
| Bébé Mammouth   | Marthe Laverdière         | Horticultrice, animatrice, humoriste, auteure  |          | Sauvé    |          | Éliminé  |          |          |               |          |          |               |                 |                |
| Serge le Lama   | Marc-André Coallier       | Comédien, animateur, propriétaire d'un théâtre |          |          | Éliminé  |          |          |          |               |          |          |               |                 |                |
| Edgar la Girafe | Jacques L'Heureux         | Acteur                                         |          | Éliminé  |          |          |          |          |               |          |          |               |                 |                |
| La Banane       | Gino Chouinard            | Animateur                                      | Éliminé  |          |          |          |          |          |               |          |          |               |                 |                |

#### Récap par épisode

##### Semaine 1 (15 septembre 2024)
| # | Nom de scène | Chanson                               | Identité       | Résultat |
| - | ------------ | ------------------------------------- | -------------- | -------- |
| 1 | Rhino        | Fly Me to the Moon de Frank Sinatra   | Non révélé     | Sauvé    |
| 2 | Zèbre        | Aline de Christophe                   | Non révélé     | Sauvé    |
| 3 | Banane       | La rue principale de Les Colocs       | Gino Chouinard | Éliminé  |
| 4 | Licorne      | She used to be mine de Sara Bareilles | Non révélé     | Sauvé    |

##### Semaine 2 (22 septembre 2024)
| # | Nom de scène    | Chanson                                     | Identité          | Résultat |
| - | --------------- | ------------------------------------------- | ----------------- | -------- |
| 1 | Betty Bett      | All that jazz par Chita Rivera              | Non révélé        | Sauvé    |
| 2 | Edgar la Girafe | Splish Splash de César et ses Romains       | Jacques L'Heureux | Éliminé  |
| 3 | Soleil          | Bang Bang de Édith Piaf                     | Non révélé        | Sauvé    |
| 4 | Cygne           | Can't Help Falling in Love de Elvis Presley | Non révélé        | Sauvé    |
| 5 | Bébé Mammouth   | Miami d'Ariane Moffatt                      | Non révélé        | Sauvé    |

##### Semaine 3 (29 septembre 2024)
| # | Nom de scène  | Chanson                               | Identité            | Résultat |
| - | ------------- | ------------------------------------- | ------------------- | -------- |
| 1 | Duc Colvert   | Sway de Michael Buble                 | Non révélé          | Sauvé    |
| 2 | Serge le Lama | Les Cactus de Jacques Dutronc         | Marc-André Coallier | Éliminé  |
| 3 | Hibou         | …Baby One More Time de Britney Spears | Non révélé          | Sauvé    |
| 4 | Miss Maïs     | Miserere de Zucchero                  | Non révélé          | Sauvé    |

##### Semaine 4 (6 octobre 2024)
| # | Nom de scène  | Chanson                           | Identité          | Résultat |
| - | ------------- | --------------------------------- | ----------------- | -------- |
| 1 | Miss Maïs     | Summertime de Abbie Mitchell      | Non révélé        | Risque   |
| 2 | Rhino         | Africa de Toto                    | Non révélé        | Gagné    |
|   |               |                                   |                   |          |
| 3 | Bébé Mammouth | Mentir de Marie-Mai               | Marthe Laverdière | Éliminé  |
| 4 | Betty Bett    | Lady Marmalade de Nanette Workman | Non révélé        | Gagné    |

##### Semaine 5 (13 octobre 2024)
| # | Nom de scène | Chanson                                            | Identité       | Résultat |
| - | ------------ | -------------------------------------------------- | -------------- | -------- |
| 1 | Soleil       | Non, je ne regrette rien de Édith Piaf             | Non révélé     | Risque   |
| 2 | Hibou        | I'm just a kid par Simple Plan                     | Non révélé     | Gagné    |
|   |              |                                                    |                |          |
| 3 | Zèbre        | Dans les yeux d'Émilie de Joe Dassin               | Non révélé     | Gagné    |
| 4 | Licorne      | J'ai mal à l'amour de Isabelle Boulay              | Non révélé     | Risque   |
|   |              |                                                    |                |          |
| 5 | Duc Colvert  | I Was Made for Lovin' You de Kiss                  | Pierre Bruneau | Éliminé  |
| 6 | Cygne        | Pour l'amour qu'il nous reste par Francine Raymond | Non révélé     | Gagné    |

##### Semaine 6 (20 octobre 2024)
| # | Nom de scène | Chanson                     | Identité       | Résultat |
| - | ------------ | --------------------------- | -------------- | -------- |
| 1 | Cygne        | Délivre-moi de Roch Voisine | Non révélé     | Sauvé    |
| 2 | Soleil       | Padam, padam d'Édith Piaf   | Cathy Gauthier | Éliminé  |
| 3 | Rhino        | Pretty Woman de Roy Orbison | Non révélé     | Sauvé    |
| 4 | Miss Maïs    | Skyfall d'Adele             | Non révélé     | Sauvé    |

##### Semaine 7 (27 octobre 2024)
| # | Nom de scène | Chanson                                                     | Identité               | Résultat      |
| - | ------------ | ----------------------------------------------------------- | ---------------------- | ------------- |
| 1 | Zèbre        | I Wish de Stevie Wonder                                     | Non révélé             | Sauvé         |
| 2 | Betty Bett   | Le Ballet et Tellement j'ai d'amour pour toi de Céline Dion | Non révélé             | Sauvé         |
| 3 | Licorne      | Easy on Me de Adele                                         | Non révélé             | Sauvé         |
| 4 | Hibou        | Maudit Bordel de Marie-Chantal Toupin                       | Félix Antoine Tremblay | Éliminé       |
| 5 | Jack Spirat  | Thriller de Michael Jackson                                 | Non révélé             | Hors concours |

##### Semaine 8 (3 novembre 2024) - Quart de finale #1
En début d'émission, une interprétation de Bye Bye mon cowboy en duo est réalisée par Mitsou et Betty Bett. C'est le premier indice dans le coffre aux trésors de Jack Spirat.
| # | Nom de scène | Chanson                                            | Identité           | Résultat |
| - | ------------ | -------------------------------------------------- | ------------------ | -------- |
| 1 | Betty Bett   | Bang Bang d'Ariana Grande, Jessie J et Nicki Minaj | Non révélé         | Sauvé    |
| 2 | Zèbre        | Encore et encore de Francis Cabrel                 | Non révélé         | Sauvé    |
| 3 | Licorne      | Vivre avec celui qu'on aime de Francine Raymond    | Debbie Lynch-White | Éliminé  |

##### Semaine 9 (10 novembre 2024) - Quart de finale #2
En début d'émission, une interprétation de Changer en duo est réalisée par Marie-Ève Janvier et le Cygne. C'est le deuxième et dernier indice dans le coffre aux trésors de Jack Spirat.
| # | Nom de scène | Chanson                                  | Identité         | Résultat |
| - | ------------ | ---------------------------------------- | ---------------- | -------- |
| 1 | Cygne        | L'Aigle noir de Marie Carmen             | Non révélé       | Sauvé    |
| 2 | Miss Maïs    | Medley Dalida de Dalida                  | Martine St-Clair | Éliminé  |
| 3 | Rhino        | Uptown Funk de Mark Ronson et Bruno Mars | Non révélé       | Sauvé    |

##### Semaine 10 (17 novembre 2024) - Demi-finale
| # | Nom de scène | Chanson                                    | Identité      | Résultat      |
| - | ------------ | ------------------------------------------ | ------------- | ------------- |
| 1 | Betty Bett   | Je voudrais voir New York de Daniel Lavoie | Non révélé    | Sauvé         |
| 2 | Cygne        | We're Not Gonna Take It de Twisted Sister  | Non révélé    | Sauvé         |
| 3 | Zèbre        | I Surrender de Céline Dion                 | Non révélé    | Sauvé         |
| 4 | Rhino        | Grace Kelly de Mika                        | Jonas Tomalty | Éliminé       |
| 5 | Jack Spirat  | The Show Must Go On de Queen               | Marc Dupré    | Hors concours |

##### Semaine 11 (24 novembre 2024) - Grande finale
| # | Nom de scène | Chanson                                     | Identité                  | Résultat        |
| - | ------------ | ------------------------------------------- | ------------------------- | --------------- |
| 1 | Zèbre        | Somebody to Love de Queen                   | Benoît McGinnis           | Troisième place |
| 2 | Betty Bett   | Proud Mary de Tina Turner                   | Julie Bélanger            | Deuxième place  |
| 3 | Cygne        | Une chance qu'on s'a de Jean-Pierre Ferland | Gabrielle Destroismaisons | Première place  |

##### Semaine 12 - Les coulisses
Émission spéciale présentant ce qui s'est passé en coulisses durant les tournages de l'émission.